# Førslev
Førslev er en landsby på Sydsjælland med 348 indbyggere  (2024). Landsbyen ligger i Faxe Kommune 5 kilometer nord for Haslev og 15 kilometer syd for Ringsted. Byen huser bl.a. Øde Førslev Kirke fra 1100-tallet, et forsamlingshus og en børnehave. Blandt byens erhvervsliv findes en gammel købmandsgård, der huser restaurant, kaffestue, museum, samt en antikvitetshandel. En lokal billedkunstner beboende i den gamle mølle udstiller sine værker og har sit atelier her. Førslev Idrætsforening tilbyder fodbold, håndbold, badminton, petanque og gymnastik.
Der går to busruter gennem Førslev:
- Linje 440R – Haslev-Ringsted
- Linje 265 – Haslev-Førslev-Terslev-Ørslev.

## Demografi
Pr. 1. januar
| År   | Antal |
| ---- | ----- |
| 1976 | 218   |
| 1981 | 212   |
| 1986 | 213   |
| 1990 | 212   |
| 1996 | 234   |
| 2000 | 221   |
| 2004 | 227   |
| 2008 | 292   |
| 2010 | 330   |
| 2014 | 344   |